# Preface
Preface (latinsky praefatio) v latinské antice označovala veřejný slavnostní projev, případně slavnostní modlitbu před shromážděnými věřícími (viz J. A. Jungmann, Missarum sollemnia, it. verze vyd. 1954, 2. díl, str. 84); v křesťanské liturgii označuje první, proměnnou část eucharistické modlitby. Na jejím začátku je dialog, jehož varianty nalezneme ve všech ritech. Po prefaci následuje chvalozpěv Sanctus a Benedictus. V galikánském ritu se preface nazývala contestatio nebo immolatio, v mozarabském ritu illatio.
V římské liturgii měl původně každý mešní formulář svou vlastní prefaci (máme jich doloženo přes dvě stě), avšak pravděpodobně papež Řehoř I. Veliký na počátku 7. století snížil jejich počet na 14 a větší část liturgického roku se proto používala tzv. obecná preface (latinsky praefatio communis). V rámci liturgické reformy po druhém vatikánském koncilu byl jejich počet opět zvýšen, nově jich je několik desítek. Vlastní preface mají také některé eucharistické modlitby (např. 2. či 4.).

V úplném vydání českého misálu jsou například tyto preface:
- preface adventní 1 a 2
- preface o Narození Páně 1, 2 a 3
- preface o Zjevení Páně
- preface o Křtu Páně
- preface postní 1, 2, 3 a 4
- preface pro neděle postní (1–5) a Květnou neděli
- preface o utrpení Páně 1 a 2
- preface velikonoční 1, 2, 3, 4 a 5
- preface o Nanebevstoupení Páně 1 a 2
- preface o Cyrilovi a Metodějovi
- preface pro neděle mezidobí 1, 2, 3, 4, 5, 6, 7 a 8
- preface o eucharistii 1 a 2
- preface o Panně Marii 1 a 2
- preface o andělech
- preface o sv. Josefu
- preface o apoštolech 1 a 2
- preface o svatých 1 a 2
- preface o mučednících
- preface o duchovních pastýřích
- preface o pannách a řeholnících
- preface obecná 1, 2, 3, 4, 5 a 6
- preface za zemřelé 1, 2, 3, 4 a 5